# Оден, Мелисса
Мелисса Оден (англ. Melissa Ohden, род. 29 августа 1977, Су-Сити, Айова) — американский гражданский активист, пролайфер, правозащитник. Появилась на свет при неудавшемся аборте. Общественная деятельность Оден направлена на борьбу с абортами и психологическую поддержку людей, родившихся после аборта. Известна своими выступлениями на телевидении и радио, а также в Конгрессе США.

## Ранние годы
Мелисса Оден родилась при неудавшемся солевом аборте в больнице святого Луки в Су-Сити, Айова. Матерью её была 19-летняя студентка колледжа, не состоявшая в браке и находившаяся на 31-й неделе беременности. После проведения аборта ребёнок был оставлен в помещении с медицинскими отходами, но одна из медсестёр заметила, что девочка издает звуки и двигается. Она была направлена в инкубатор для новорождённых. Три недели спустя ребёнок, у которого обнаружилась желтуха, респираторные расстройства и судороги, был переведён на лечение в больницу Университета Айовы. В октябре 1977 года девочку удочерила и забрала домой супружеская пара — Рон и Линда Оден; она стала их второй приёмной дочерью.
К пяти годам Мелисса догнала по развитию сверстников и была полностью физически здорова. Девочка знала о своём удочерении, но только в возрасте 14 лет ей стало известно, что она едва не погибла в результате аборта. Пребывая в эмоциональном шоке от этой информации, Оден несколько лет испытывала депрессию, на фоне которой у неё развилась булимия и начались проблемы с алкоголем. По словам Мелиссы, своё исцеление она нашла в христианстве и почувствовала себя призванной обнародовать свою историю для того, чтобы повлиять на проблему абортов:
Бог защитил меня, чтобы я была голосом безмолвных и их матерей.

## Общественная деятельность
Мелисса Оден была спикером пролайферской организации «Феминистки за жизнь» (англ. Feminists for Life), разъезжая по университетским кампусам и выступая перед студентами со словами поддержки беременных женщин и детей в утробе. В августе 2012 года организация «Список Сьюзен Б. Энтони» (англ. Susan B. Anthony List) выпустила политическую рекламу с участием Оден, где подвергался критике президент США Барак Обама, который, будучи сенатором штата Иллинойс, четырежды голосовал за отказ в медицинском обслуживании младенцам, родившимся живыми при неудачном аборте. Реклама транслировалась во время Национального съезда Демократической партии. В сентябре 2015 года Оден выступала в Конгрессе на слушаниях по расследованию деятельности «Американской федерации планирования семьи» (англ. Planned Parenthood Federation of America), заявив: «Я давно считаю, что если бы аборт моей родной матери был сделан в „Планировании семьи“, меня бы здесь не было».
Оден участвовала в программах на телевидении и радио, её жизнь освещали The 700 Club, Family Radio, Fox News, Catholic TV, EWTN, шоу Майка Хакаби на Cumulus Media Network. История Мелиссы была рассказана в документальном фильме «Голос за жизнь» (англ. A Voice for Life).
Мелисса Оден является основателем и руководителем пролайферских организаций «Ради Оливии» (англ. For Olivia's Sake) и «Выжившие после аборта» (англ. The Abortion Survivors Network). Ей удалось разыскать более двухсот человек, родившихся в результате неудачного аборта, в основном из США.
Имея степень магистра социальной работы, Оден специализируется в области злоупотребления наркотиками, психического здоровья и домашнего насилия, консультирует по вопросам, связанным с сексуальными преступлениями и защитой детей.
Мелисса Оден — автор книги «Ты меня выносила: мемуары дочери» (англ. You Carried Me: A Daughter's Memoir), опубликованной в январе 2017 года.

## Личная жизнь
У Мелиссы и её мужа Райана двое детей. Старшая, Оливия, родилась в той же больнице, где Оден в 1977 году едва не стала жертвой аборта.
В результате 17-летних поисков Мелисса нашла свою родную мать, которая все эти годы не подозревала о её существовании. Они встретилась, и с этого времени поддерживают отношения. Оден говорит, что простила мать, отца и бабушку, настоявшую на аборте: «Благодаря моей католической вере я научилась прощать. Это не делает то, что произошло, лучше, но это освобождает вас от боли. Мы все люди, и все мы ошибаемся».